# Herman II van Katzenelnbogen

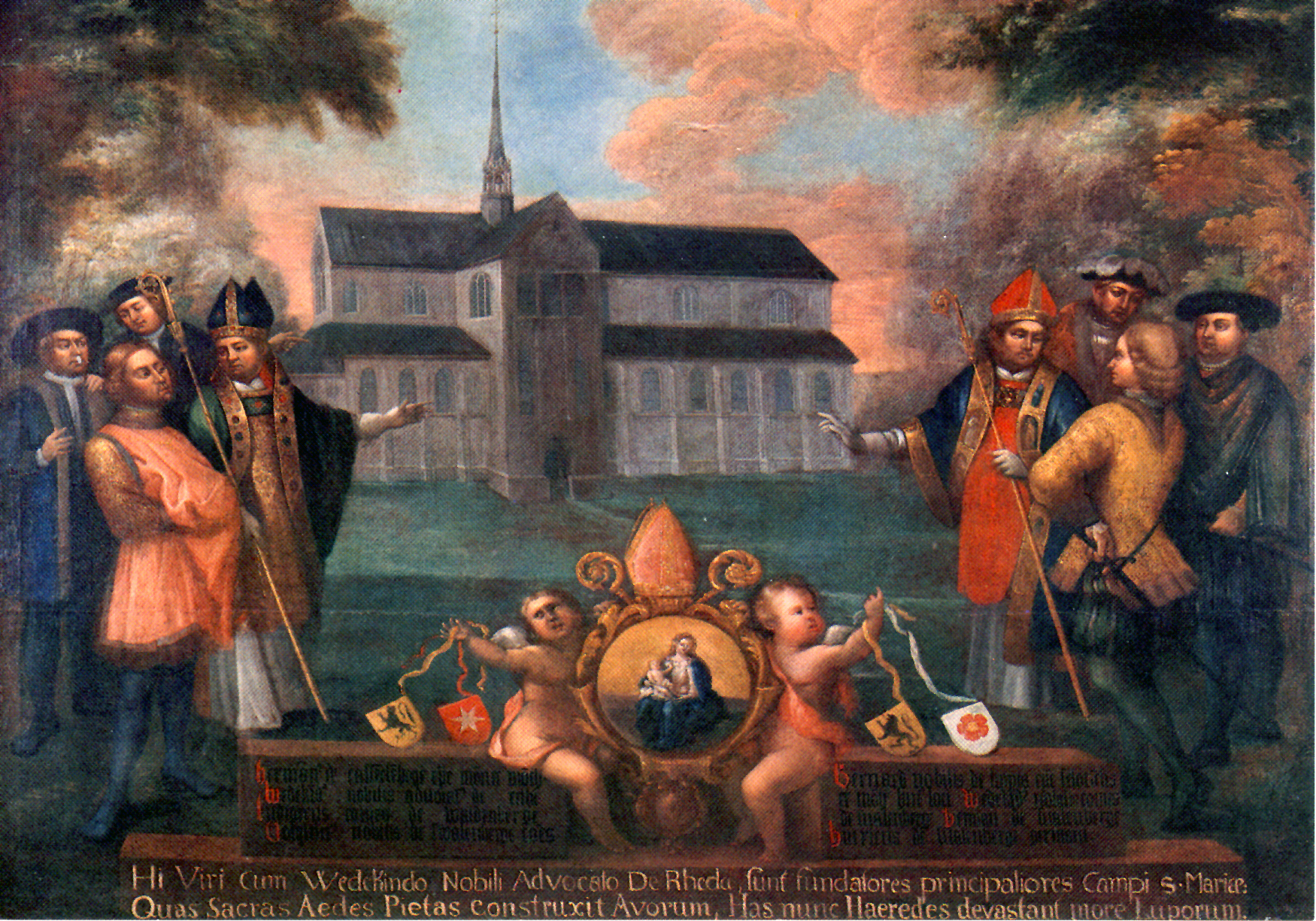
Herman (vierde van links) samen met de andere stichters van het klooster Marienveld

Familiewapen van Katzenelnbogen

Herman II van Katzenelnbogen (1130 of 1140 - 9 juni 1203) was van 1174 tot 1203 de 24e bisschop van het bisdom Münster en werd de eerste vorst-bisschop van Münster genoemd. Hij stamt af van het adellijke geslacht van de graven van Katzenelnbogen. Hij ligt begraven in het klooster van Marienfeld, waarvan hij zelf de eerste steen gelegd heeft.

## Leven
Toen Hermann II domkanunnik in Würzburg was, stierf de Münsterse bisschop Lodewijk I van Wippra op 26 december 1173. Keizer Frederik I Barbarossa nomineerde Herman tot opvolger.

## Kruistocht
Als voorbereiding van de Derde Kruistocht zond keizer Frederik I Barbarossa gezanten onder leiding van Herman II naar keizer Isaäk II Angelos in Constantinopel. Van 1189 tot 1192 nam Herman II zelf aan de kruistocht deel en behoorde tot de omgeving van de keizer. Edelman Widukind van Rheda, net als de stichter van klooster Marienveld, nam ook aan deze kruistocht deel maar sneuvelde bij de bestorming van Akko. Het is niet uitgesloten, dat het de bisschop Herman II was, die het stoffelijk overschot van hem terugbracht naar Münster. In 1193 was het Herman II die het Kasteel Lohn verwoestte.

## Dood en begrafenis
Hermann II beëindigde waarschijnlijk nog voor de eeuwwisseling zijn veelvoudige ambt in Münster en trok zich terug op het klooster van Marienveld. Hij stierf in het jaar 1203 als eenvoudige monnik en liet zich in Marienveld bijzetten. 
- Gemeinsame Normdatei: 139407448
- Virtual International Authority File: 101150751